# Peltogaster boschmae
Peltogaster boschmae är en kräftdjursart som beskrevs av Reinhard 1944. Peltogaster boschmae ingår i släktet Peltogaster och familjen Peltogastridae. Inga underarter finns listade i Catalogue of Life.